# 莫雷拉萨利斯
莫雷拉萨利斯是巴西巴拉那州的一个市镇。总面积353.892平方公里，总人口13263人，人口密度37.5人/平方公里。